# Away From Home
Az Away From Home című dal a nigériai Dr. Alban 3. albumának második kislemeze, mely mérsékelt siker volt. A dal 1994 májusában jelent meg, és több slágerlistára is felkerült, azonban a legjobb helyezést csupán a finn slágerlistán érte csak el.

## Tracklist
CD kislemez
1. "Away From Home" (short) – 3:18
2. "Away From Home" (long) – 5:18

CD maxi
1. "Away From Home" (short) – 3:18
2. "Away From Home" (long) – 5:18
3. "Away From Home" (amaway mix) – 6:10
4. "Away From Home" (mashed up version) – 4:48

12" maxi kislemez
1. "Away From Home" (berlin vocal mix) – 5:05
2. "Away From Home" (berlin instrumental) – 5:05
3. "Away From Home" (red city vocal) – 5:46
4. "Away From Home" (long) – 5:18

## Slágerlista
| Slágerlista(1994)                                | Legmagasabb helyezés |
| ------------------------------------------------ | -------------------- |
| Ausztria (Ö3 Austria Top 40)                     | 12                   |
| Belgium (VRT Top 30 Flanders)                    | 17                   |
| Finnország (Suomen virallinen lista)             | 2                    |
| Németország (Media Control Charts)               | 25                   |
| Hollandia (Mega Top 100)                         | 45                   |
| Spanyolország (AFYVE)                            | 5                    |
| Svédország (Sverigetopplistan)                   | 24                   |
| Svájc (Schweizer Hitparade)                      | 17                   |
| Egyesült Királyság (The Official Charts Company) | 42                   |

## Külső hivatkozások
- Megjelenések a Discogs oldalán[1]